# 紅麴米

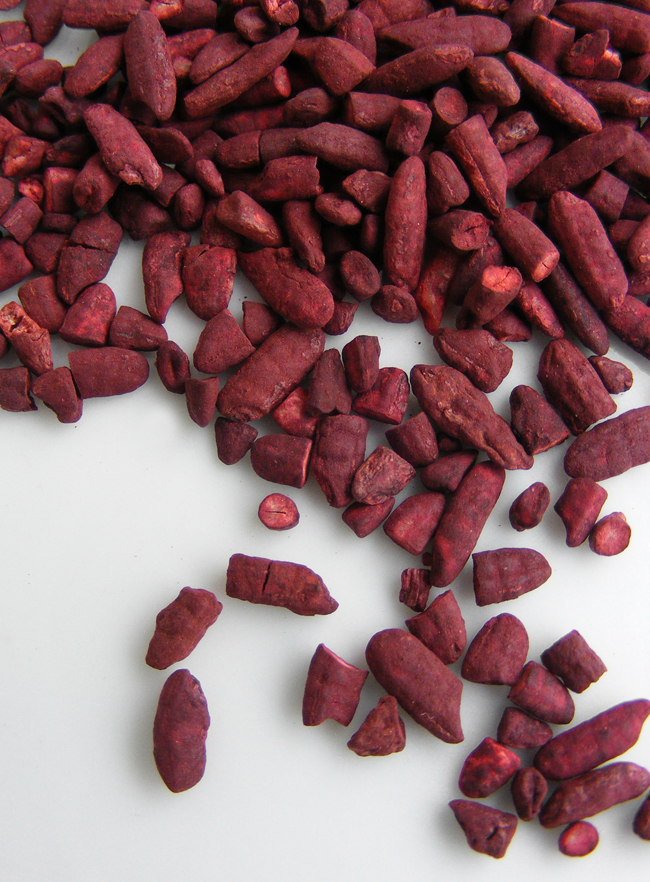
红曲米:一种经过红曲菌发酵加工的米

红曲米或简称红曲，是一种将红曲菌(Monascus spp.)接种在蒸熟的大米上，经发酵加工的米，呈紫红或棕红色，用于发酵、防腐、食物上色等功能，是一种天然的食品添加剂。另有紅粬、福粬、赤麴、丹麴、红米等叫法，中国制作红曲米具有很长的历史传统。红曲米可用来制作红曲酒和红糟。
中国是世界上红曲红主要生产国，生产厂家大多是从红曲米中提取红曲红，液体发酵生产红曲红厂家较少。固态发酵法生产的红曲米是中国的传统产品，因其生产周期较长、工艺复杂、劳动强度大、原料利用率低、生产中易染杂菌而不适宜大规模工业化生产。近年来，国内外研究课题大多围绕液体发酵展开，做了大量的工作，日本的研究较为深入，取得一定的进展。

## 历史
古代红曲的使用不晚于北宋，陶谷的《清异录》第三十九事，馔羞门中已有红曲煮肉记载，明朝李时珍的《本草纲目》25卷，谷之四中则提到了红曲米的药用记载。
福建省是红曲米的主要发源地，古田、屏南、闽清三县，均有生产。 因此，红粬又称“福粬”，其中尤以古田红曲最为著名。明代万历版《古田县志》中就有“田家多制粬，畲客少租山”的记载，《八闽通志》上冊，25卷〈福州府‧貨之屬〉中则写到“红曲出古田县，转鬻四方”，而古田一县的产量就占全额的四分之三，尤以北乡居多，清末扩展到东乡。 明代《天工開物》第十七章「麴櫱」以及乾隆版《古田县志》卷二中详细记载了红曲的原料和制作原理。

## 功用

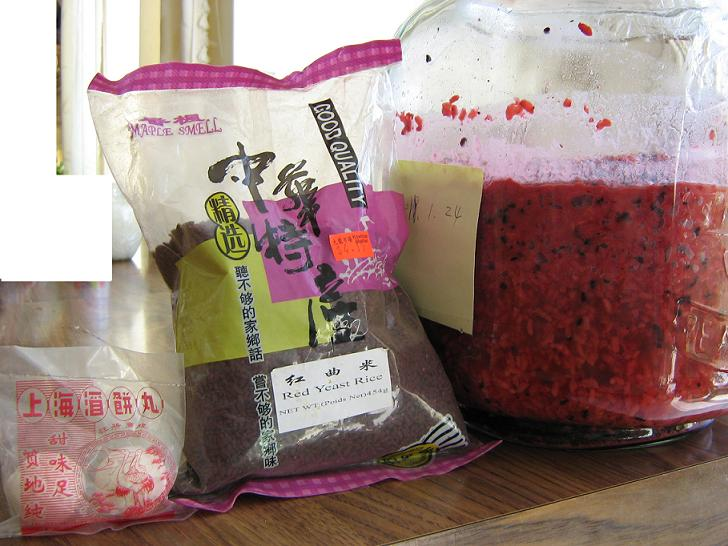
酒饼，红曲米，和21度室温下发酵5天的红糟

本草綱目中記載紅麴米具有活血的功效，元朝欽膳正要認為，紅麴米可以健脾、益氣、溫中，台灣民間還流傳說紅麴米可以用來改善小孩和老人及輕微氣喘。另外根據日本的研究報告，紅麴米具有降低血脂肪、血糖，並可強化肝臟功能，增進免疫力，對降低膽固醇，避免高血壓很有幫助，衛生福利部已針對紅麴米製品訂定「紅麴健康食品規格標準」。

## 可能毒性
紅麴米所產生的次級代謝產物中，有橘黴素(Citrinin)，橘黴素可抑制革蘭氏陽性菌如鏈球菌、芽孢桿菌等食物腐敗菌的生長，但本身也是毒性物質，食用過量會對肝、腎等組織器官造成傷害，目前台灣衛生福利部規範紅麴米所含之橘黴素含量濃度應低於百萬分之五(5 ppm)，紅麴製食品（含膠囊錠劑保健食品）的橘黴素含量濃度應低於百萬分之二(2 ppm)。 中国国家食药监局则规定了以红曲为原料的保健食品，需提供红曲菌种及原料红曲的橘黴素检测报告和产品洛伐他汀的检测图谱。同时橘黴素的限量暂定为50μg/kg。欧盟同樣同樣发布过关于红曲类保健品的管理要求，表示必须将产品有效成分的每日摄取量控制在3毫克以内。

## 相關事件
2024年3月，日本小林製藥旗下由2021年開始出售、3款含有紅麴成份的保健品懷疑有健康風險，導致多名用家服用產品後陸續腎臟出問題，至今造成上百人住院，多人需要洗腎，涉及至少93宗死亡案例。各生產商紛紛宣佈回收，並呼籲立即停用。其後獲厚生勞動省確認檢出紅麴受到源自青黴菌生成的天然化合物軟毛青黴酸(Puberulic acid)所污染。

## 相关
- 红曲菌
- 红糟
- 南乳
- 红曲酒

## 外部連結
- 红曲色素的研究进展-食品加工技术论文 （页面存档备份，存于）